# バンドワゴン効果

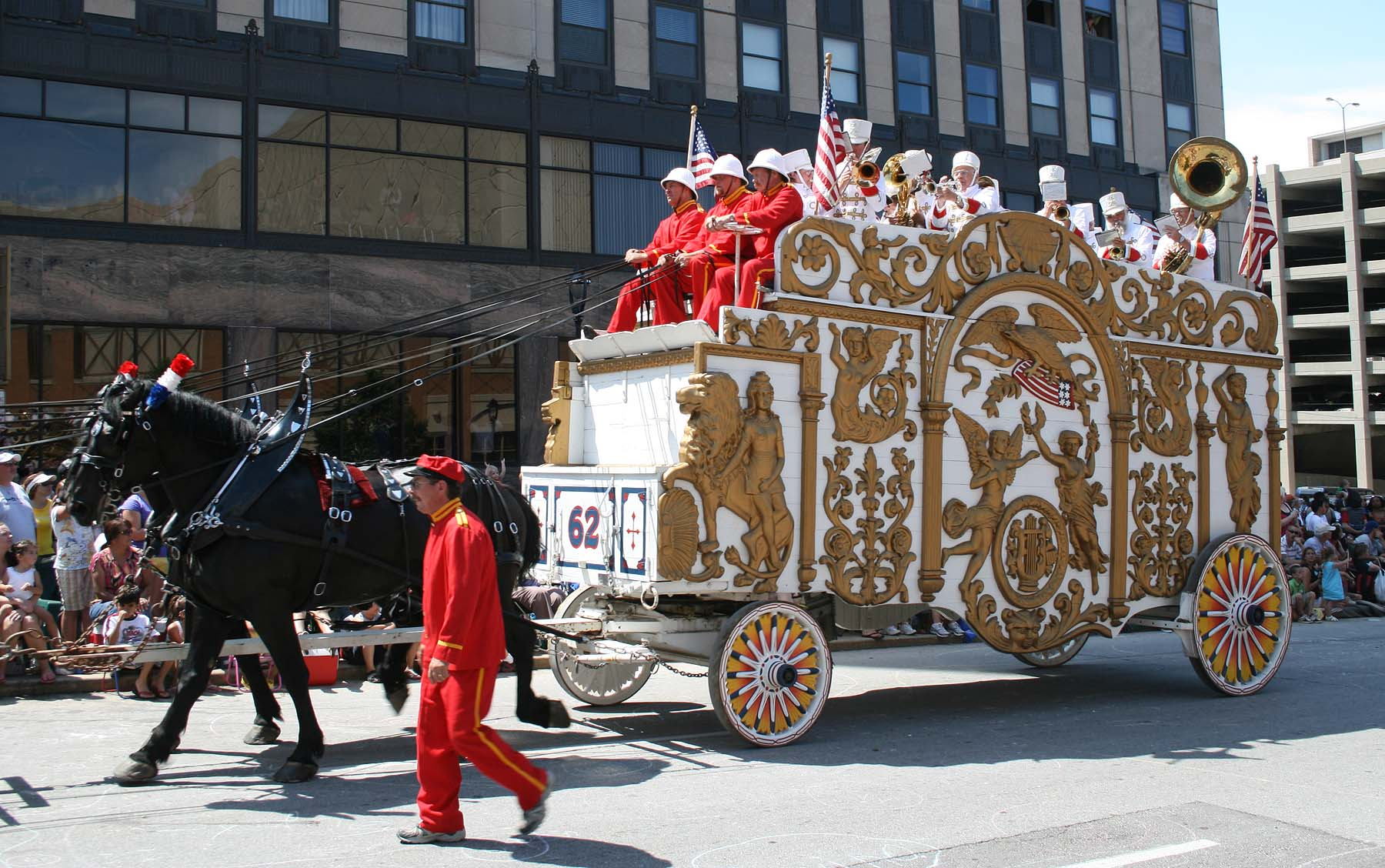
バンドワゴン

バンドワゴン効果（バンドワゴンこうか、英: bandwagon effect）とは、ある選択肢を多数が選択している現象が、その選択肢を選択する者を更に増大させる効果。「バンドワゴン」とは行列先頭に居る楽隊車であり、「バンドワゴンに乗る」とは時流に乗る・多勢に与する・勝ち馬に乗るという意味である。経済学・政治学・社会学などで使われる。対義表現は「アンダードッグ効果」。
バンドワゴン効果は「バンドワゴンの誤謬」（衆人に訴える論証）が成功したときに発生する効果である。

## 経済学
ミクロ経済学におけるバンドワゴン効果とは、同じ財を消費する人が多ければ多いほど、また、他人の消費量が多ければ多いほど、自分がその財を消費することの効用が高まるという効果である。「バンドワゴン効果」という名称は、アメリカの経済学者、ハーヴェイ・ライベンシュタインが創作した用語であり、消費の効用への効果のうち、流行に乗ること自体が持つ効果をバンドワゴン効果と呼んだ。
バンドワゴン効果は、他人の消費が与える外部性の一種と見なすことができる。同じような消費者間の外部効果として、ライベンシュタインは、スノッブ効果とヴェブレン効果とを挙げている。スノッブ効果は、バンドワゴン効果とは逆に、人と同じものは消費したくないという性向から生じる負の外部性であり、ヴェブレン効果は、購入するものが高価であることが効用を高める効果である。これらの外部性があると、諸個人の需要曲線を単純に足し合わせることによっては市場需要曲線を構成することができない。しかしながら、限界外部効果が逓減的であれば、安定的な市場需要曲線が存在することをライベンシュタインは示した。いわゆるネットワーク外部性は、消費財の持つ実質的な特性がもたらす効果ではあるが、バンドワゴン効果と同様の影響を需要理論に対して持っている。

## 政治学
投票行動におけるバンドワゴン効果とは、事前にマスメディアの選挙予測報道などで優勢とされた候補者に有権者が投票しがちになる現象を指す。投票者が勝ち馬に乗ろうとする傾向は、選挙直後の世論調査において当選候補に投票したと答える人の割合が、実際の当選候補の得票率を有意に上回る例が多いことに示される。この行動の動機は単純な心理的な満足への希求であったり、あるいは実利的な判断であったりする。
とくに、投票の秘密がないか不完全で、誰に投票したかが分かるケースでは、勝者による論功行賞への期待や報復の恐れがあるため、バンドワゴン効果は強く働く。これは間接選挙の場合や組織票集め、政治資金集めといった状況でよく見られる。
また、自分の投票が死票となることを防ぐための戦略投票として、当選の見込みが薄いように予測された候補を捨て、当選の可能性があるとされる候補に乗り換える行動が取られる。
この反対に、いわゆる「判官贔屓」のような投票行動になるのがアンダードッグ効果である。1996年の衆院選、2000年の衆院選で自民党が事前の予想では過半数を獲得すると伝えられながら実際には獲得できなかったのがこの例である。バンドワゴン効果とアンダードッグ効果は、アナウンスメント効果の一種とされる。
特定の候補者を支持していない者は、どうせ投票するなら勝ち馬に乗ろうという心理が働くため、バンドワゴン効果の影響を受けやすい。これに対して特定の候補者を支持している者は、その候補者を落選させまいとするため、自分の支持する候補者が不利な場合はアンダードッグ効果の影響を受けやすい。
1993年の、ドイツ連邦議会の選挙では、バンドワゴン効果が発生した。この選挙では、キリスト教社会同盟とドイツ社会民主党が争った。両者の支持率は拮抗していたが、土壇場で大逆転が起き、キリスト教社会同盟の圧勝という結果になった。選挙の半年ほど前からドイツ社会民主党の支持率が劣勢と予想されており、多数派となりつつあったキリスト教社会同盟が勝つと踏んだ人々の票が、土壇場で雪崩れ込んだこと、および、敗色が濃厚になってきたという報道を受け、自分達が不利だという認知をしたドイツ社会民主党が沈黙し、沈黙の螺旋が生じ、多数派がますます勢いに乗って雄弁になり、沈黙した少数派を呑みこむ形となり、拮抗から一転してのキリスト教社会同盟の圧勝という結果につながった。これはバンドワゴン効果の典型とされる。また、「沈黙の螺旋」の概念は、この一件を参考にノエル・ノイマンが提唱したものである。

## 経済学と政治学を応用したバンドワゴン効果
近年犯罪抑止として討論されている行政へのDNA登録義務法。犯罪者を捜査しやすくなるというメリットがある一方でプライバシー問題等の個人情報保護観点の壁がある。しかしこの問題は強制ではなく任意性にするとバンドワゴン効果により、任意でありつつも強制性を持たせることが可能であると指摘される。雇用する側の観点から言えばDNA登録した者に仕事を任せるか、そうでない者に任せるかは議論の余地がなく、その経済的事情を考慮するとDNA登録の自己登録が流行化する原理が働くとされる。また流行化すると登録していない者へは犯罪者予備軍として差別意識のレッテル張り等が生まれ、その逃避行動からDNA登録が正当化し流行が連鎖的に正当化されるという。このような一連の社会的な動きを含めた集団的な同調心理にはバンドワゴン効果の原理が含まれている。